# Liratilia conquisita
Liratilia conquisita is een slakkensoort uit de familie van de Columbellidae. De wetenschappelijke naam van de soort is voor het eerst geldig gepubliceerd in 1907 door Suter.